# Albéric d'Espeuilles
Albéric d'Espeuilles, né le 12 novembre 1840 à Paris et mort le 23 novembre 1931 à Cannes, est un homme politique français.

## Biographie
Diplomate sous le Second Empire, il est secrétaire d'ambassade à Vienne, Londres et Rome. Maire de Montapas, il est député de la Nièvre de 1877 à 1885 et de 1889 à 1893, inscrit au groupe bonapartiste de l'Appel au peuple. Il est secrétaire de la Chambre en 1891. Il est conseiller général du canton de Moulins-Engilbert en 1895.
Il épouse en 1872 Adrienne de Caulaincourt de Vicence (1850-1914), fille d'Adrien, 6e marquis de Caulaincourt, second duc de Vicence, sénateur, président du conseil général de la Somme, et de Marguerite Perrin de Cypierre.
Par décret du 11 juillet 1897, il est autorisé, ainsi que son fils, à ajouter à son nom, celui de Caulaincourt de Vicence .

## Descendance
- Adrien de Viel de Lunas d'Espeuilles de Caulaincourt de Vicence (1874-1929), attaché d'ambassade, maire de Caulaincourt (1900-1929), conseiller général de l'Aisne, marié en 1900 avec Marie de Pérusse des Cars (1874-1928), dont postérité ;
  - Marie-Thérèse de Viel de Lunas d'Espeuilles de Caulaincourt de Vicence (1901-2004), mariée en 1922 au comte Gérard de Moustier (1887-1980), maire de Caulaincourt (1929-1975), dont postérité ;
    - Louis-Amédée de Moustier (1928), maire de Caulaincourt (1975-2020)